# Henry-Laverne
Henry-Laverne (Henri Auguste Allum, Boulogne-sur-Mer, de Francia, 29 de septiembre de 1888 – 4 de septiembre de 1953) fue un actor cómico teatral y cinematográfico de nacionalidad francesa. Fue famoso por formar con el cómico Bach el dúo Bach et Laverne. 

## Biografía
Henry-Laverne fue atraído por el teatro desde edad temprana, e intentó entrar en el Conservatorio, lo cual le negaron. Más adelante, el comediante Félix Huguenet lo llevó de gira por Sudamérica. Descubierto por Firmin Gémier, este último le dio trabajo en el Teatro Antoine en 1917, y en 1920 también cantó en el Théâtre de la Gaîté en la pieza Les Saltimbanques, de Louis Ganne.
Henry-Laverne conoció a Bach hacia 1926. Ambos formaron el dúo Bach et Laverne, grabando entre 1928 y 1938 un total de 157 títulos en discos de 78 RPM, la mayor parte de ellos sketches registrados con el título genérico de Le Petit théâtre phonographique. 
En 1931, su sketch Tout va bien inspiró a Paul Misraki, que hizo una canción para la orquesta de Ray Ventura, la titulada Tout va très bien, Madame la Marquise. 
Como intérprete cinematográfico fue, a partir de 1948, uno de los actores preferidos de Sacha Guitry, que le convenció para escribir sus memorias, lo cual Henry-Laverne hizo en 1949.
Henry-Laverne falleció en 1953 en París, Francia.

## Filmografía completa
- 1917 : Crésus, de Adolphe Candé
- 1918 : Les Bleus de l'amour, de Henri Desfontaines
- 1930 : Le Tampon du capiston, de Joe Francis y Jean Toulout
- 1931 : Les Galeries Levy et Cie, de André Hugon
- 1931 : Y'en a pas deux comme Angélique, de Roger Lion
- 1931 : Le Lit conjugal, de Roger Lion
- 1932 : Bariole, de Benno Vigny
- 1932 : La Montre, de Christian-Jaque
- 1932 : Adhémar Lampion, de Christian-Jaque
- 1934 : Casanova, de René Barberis
- 1945 : Adhémar, de Christian Chamborant
- 1948 : Le Diable boiteux, de Sacha Guitry
- 1949 : Mademoiselle de La Ferté, de Roger Dallier
- 1949 : Occupe-toi d'Amélie, de Claude Autant-Lara
- 1950 : Le Trésor de Cantenac, de Sacha Guitry
- 1951 : Deburau, de Sacha Guitry
- 1951 : La Poison, de Sacha Guitry
- 1951 : Massacre en dentelles, de André Hunebelle
- 1951 : Monsieur Fabre, de Henri Diamant-Berger

## Teatro
- 1942 : Occupe-toi d'Amélie, de Georges Feydeau, escenografía de Robert Ancelin, Teatro de la Porte Saint-Martin
- 1948 : Le Diable boiteux, de Sacha Guitry con escenografía del autor, Teatro Édouard VII
- 1950 : Deburau, de Sacha Guitry con escenografía del autor, Théâtre du Gymnase Marie-Bell